# Août 1903

## Événements
- Russie : disgrâce de Serge Witte, contraint d’abandonner le ministère des finances.

- 4 août : élection du pape Pie X (fin en 1914).
- 10 août : incendie sur la ligne 2 du métro parisien : 84 morts à la station Couronnes.
- 17 - 20 août : victoire française sur les nomades zayanes à la bataille de Taghit dans le Sud-oranais.
- 18 août : Karl Jatho aurait effectué un vol devant quatre témoins de 18 mètres, à 1 mètre de hauteur sur la lande de Vahrenfelder avec son « Zweidecker I », un biplan à hélice propulsive bipale et à moteur monocylindre Buchet de 9 chevaux[1].
- 23 août : fin du congrès de Londres du Parti social-démocrate russe, scission entre Bolcheviks (partie majoritaire dirigé par Lénine) et Mencheviks.

## Naissances
- 12 août : Pho Proeung, premier ministre cambodgien
- 25 août : Rose Ouellette surnommée La Poune, comédienne du burlesque.
- 27 août : Léon Malaprade (mort le 25 septembre 1982), Chimiste français.